# 당자
당자(唐咨, ? ~ ?)는 중국 삼국시대 동오·조위의 군인으로, 이성군 사람이다.

## 생애
225년, 산동 지역의 이성군(利成郡)의 병사 채방(蔡方) 등이 반란을 일으켜 태수 서기(徐箕)를 죽이고 당자를 추대하여 자신들의 우두머리로 받들었다. 위나라 조정에서 둔기교위(屯騎校尉) 임복(任福)으로 하여금 당자의 무리를 공격하게 하니 얼마 가지 않아 진압당하여 배를 타고 오나라로 달아났다. 오나라 조정에서는 당자를 장군으로 임명하여 오나라의 장수가 되었다.
239년, 오나라의 장수 요식(廖植)이 임하(臨賀)태수 엄강(嚴綱)을 죽이고 스스로를 평남장군(平南將軍)이라 칭하며 형주 남부와 교주 일대를 혼란스럽게 만들자, 오나라에서는 여대(呂岱)가 진압에 나섰다. 당자는 손권(孫權)의 명령을 받아 여대를 도와서 반란을 진압하는 데 이바지했다. 252년 11월에 위나라의 왕창(王昶), 관구검(毌丘倹), 제갈탄(諸葛誕), 호준 등이 오나라의 동흥(東興)을 공격해 왔을 때 제갈각(諸葛恪)에 의해 선봉장으로 참전했다.
256년, 관구검의 반란을 돕다가 오나라로 망명해온 문흠(文欽)이 위나라를 공격할 것을 청하였다. 이를 받아들인 오나라의 실권자 손준(孫峻)이 편성한 정벌군에 전장군(前將軍)으로써 참전하여 서주와 청주를 공략하는 임무를 받았으나, 손준이 갑작스런 병으로 죽는 바람에 원정이 중단되었다.
257년, 제갈탄이 사마소(司馬昭)의 야심에 반발하여 수춘에서 반란을 일으키고, 오나라에 아들 제갈정(諸葛靚)을 인질로 보내고 구원을 청하자 오나라에서는 3만 명의 원군을 보냈다. 당자는 문흠, 전역(全懌) 등과 함께 수춘으로 가서 사마소의 진압군에 맞섰으나 전역, 전단이 위나라에 항복하는 등 궁지에 몰리게 되었다.
258년, 남아있는 무기를 총동원하여 5, 6일간 밤낮으로 남쪽 포위망을 공격하지만 위나라의 투석기와 불화살에 공격 무기들마저 다 파괴되면서 탈주병이 속출했으며, 제갈탄이 문흠과의 의견 차이로 문흠을 죽이는 사태가 벌어져 문앙과 문호가 위나라로 투항한데다가 제갈탄과 당자의 계책도 다하니 결국 위나라의 총공격에 제갈탄은 죽고 성은 함락되어 당자는 적에게 사로잡힌다.
262년, 종회와 사마소의 명에 따라 바다도 건널 수 있는 큰 배를 만드니 외부에서는 오나라를 토벌하기 위하여 배를 만든다고 여겼다.
263년, 유선이 항복하자 종회에게 항복한 강유 및 촉의 관리들을 포로들 앞에서 종회가 말할 때 "당자는 포위당해 포로로 붙잡힌 후에 항복하고도 지금 정사에 참여하고 있으니 다른 사람들은 걱정할 필요없다"라고 말했다.
그 이후의 행적은 알 수 없다.

## 삼국지연의에서의 당자
이성군에서 반란을 일으킨 것은 나오지 않지만 진나라와의 싸움과 배를 만드는 장면에서 등장하며, 정사와는 달리 항복한 당자의 가족들이 손침에게 살해당한다는 점이 나온다.

## 같이 보기
- 삼국지 인물 목록